# 이동 도서관

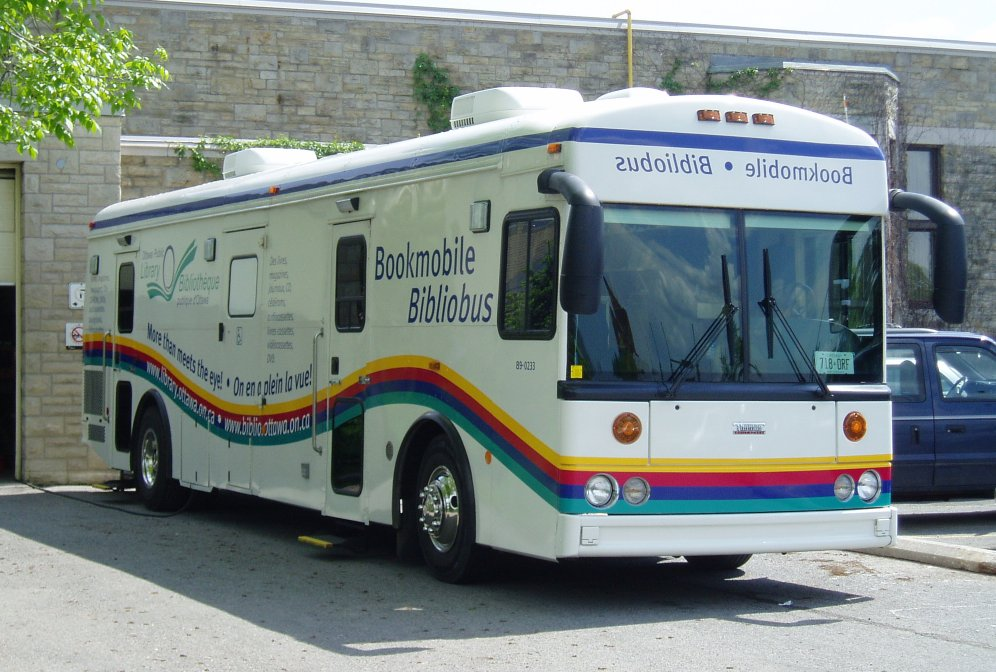
오타와 공공 도서관의 이동 도서관. 이 특정 모델은 Saf-T-Liner HDX 섀시를 기반으로 한다.

이동 도서관, 북모바일(bookmobile) 또는 모바일 라이브러리는 도서관으로 사용하기 위해 설계된 차량이다. 역사적으로 이동 도서관, 도서 마차, 책 마차, 책 트럭, 바퀴 달린 도서관, 책 자동 서비스 등 다양한 이름으로 알려져 왔다. 이동 도서관은 잠재 독자들에게 책을 운반하여 전통 도서관의 도달 범위를 확장하고, 서비스가 부족한 지역(예: 외딴 지역) 및 환경(예: 양로원 거주자)의 사람들에게 도서관 서비스를 제공한다. 이동 도서관 서비스 및 자료(예: 인터넷 접속, 큰 활자 책, 오디오북)는 서비스가 제공되는 장소와 인구에 맞춰 맞춤 설정될 수 있다.
이동 도서관은 자전거, 수레, 자동차, 기차, 수상 차량, 마차뿐만 아니라 낙타, 당나귀, 코끼리, 말, 노새 등 다양한 운송 수단을 기반으로 한다.

## 역사

### 19세기

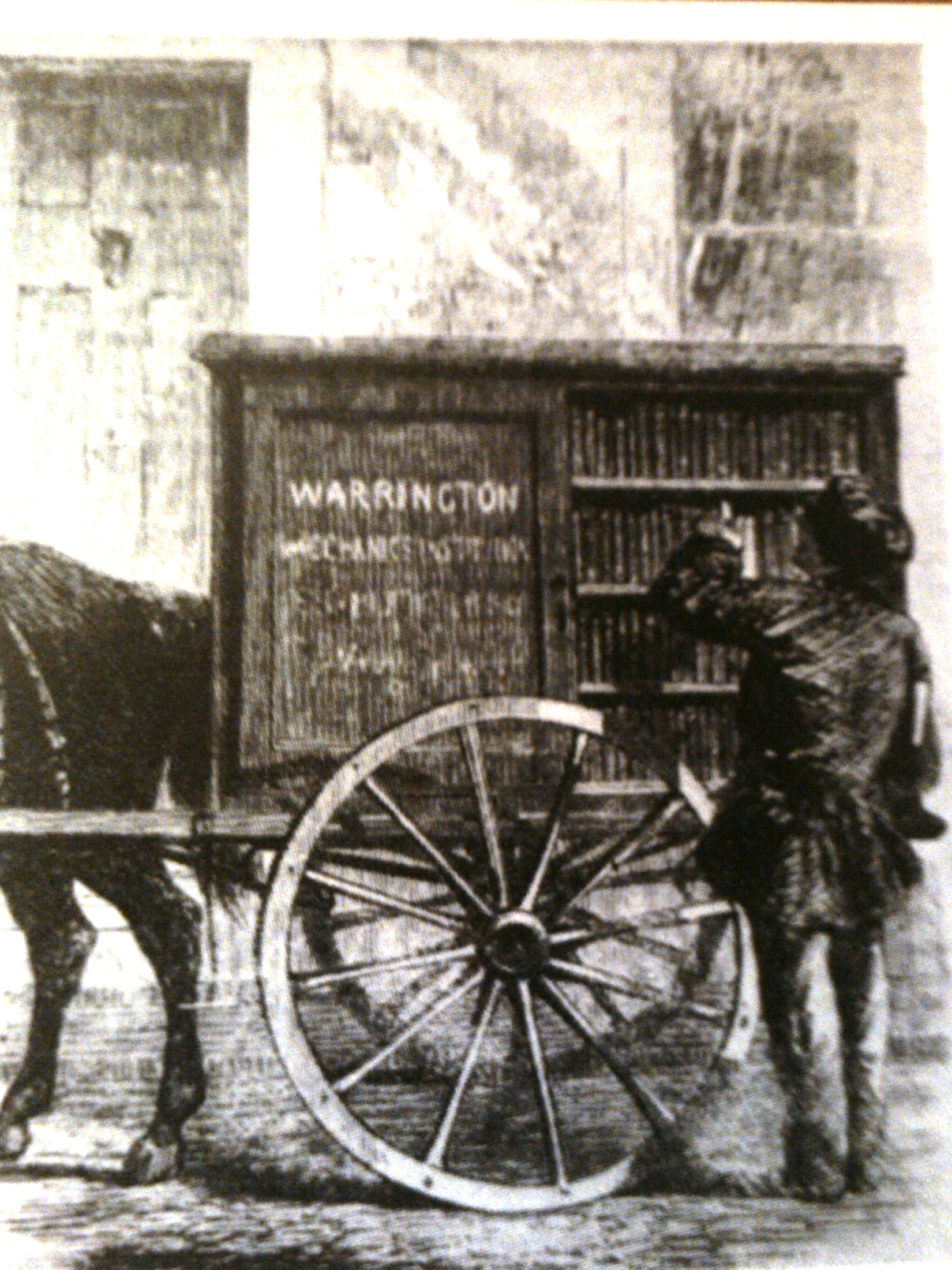
1859년 잉글랜드 워링턴의 순회 도서관

미국에서 더 아메리칸 스쿨 라이브러리(1839년)는 하퍼 앤 브라더스가 발행한 순회 변경 도서관이었다. 스미스소니언 박물관의 국립 미국사 박물관은 나무 운반 케이스를 포함한 이 시리즈의 유일한 완전한 원본 세트를 보유하고 있다.
더 브리티시 워크맨은 1857년에 컴브리아주의 8개 마을을 순회하는 도서관에 대해 보도했다. 빅토리아 시대의 상인이자 자선가인 조지 무어가 "농촌 주민들에게 좋은 문학을 보급하기 위해" 이 프로젝트를 만들었다.
1858년에 설립된 워링턴 순회 도서관은 또 다른 초기 영국 이동 도서관이었다. 이 마차는 워링턴 기계 연구소가 운영했으며, 열성적인 지역 후원자들에게 책 대출을 늘리는 것을 목표로 했다.
1800년대 후반에 여성 클럽들은 텍사스주와 미국 전역에서 이동 도서관을 옹호하기 시작했다. 텍사스주 웨이코에 있는 여성 클럽의 케이트 로탄은 이동 도서관을 처음으로 옹호했다. 그녀는 텍사스 여성 클럽 연맹(TFWC) 회장이었다. 이 시기에 여성 클럽들은 이동 도서관의 아이디어와 임무를 수용했기 때문에 이동 도서관을 홍보하도록 장려되었다. 많은 지지와 홍보를 받은 이 순회 도서관들은 미국 전역에서 그 수가 증가했다. 1895년부터 1898년까지 뉴욕주에서는 이동 도서관의 수가 980개로 증가했다. 미국 여성 클럽이 그들의 주요 옹호자가 되었다.

### 20세기

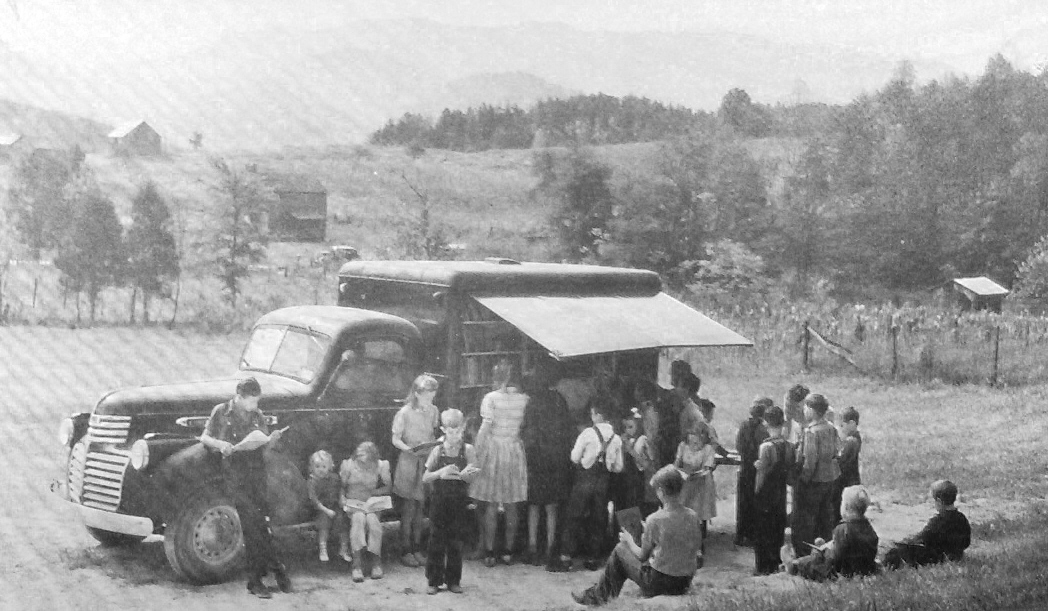
1943년 미국 블런트군 (테네시주)의 어린이들을 위한 "이동 도서관"

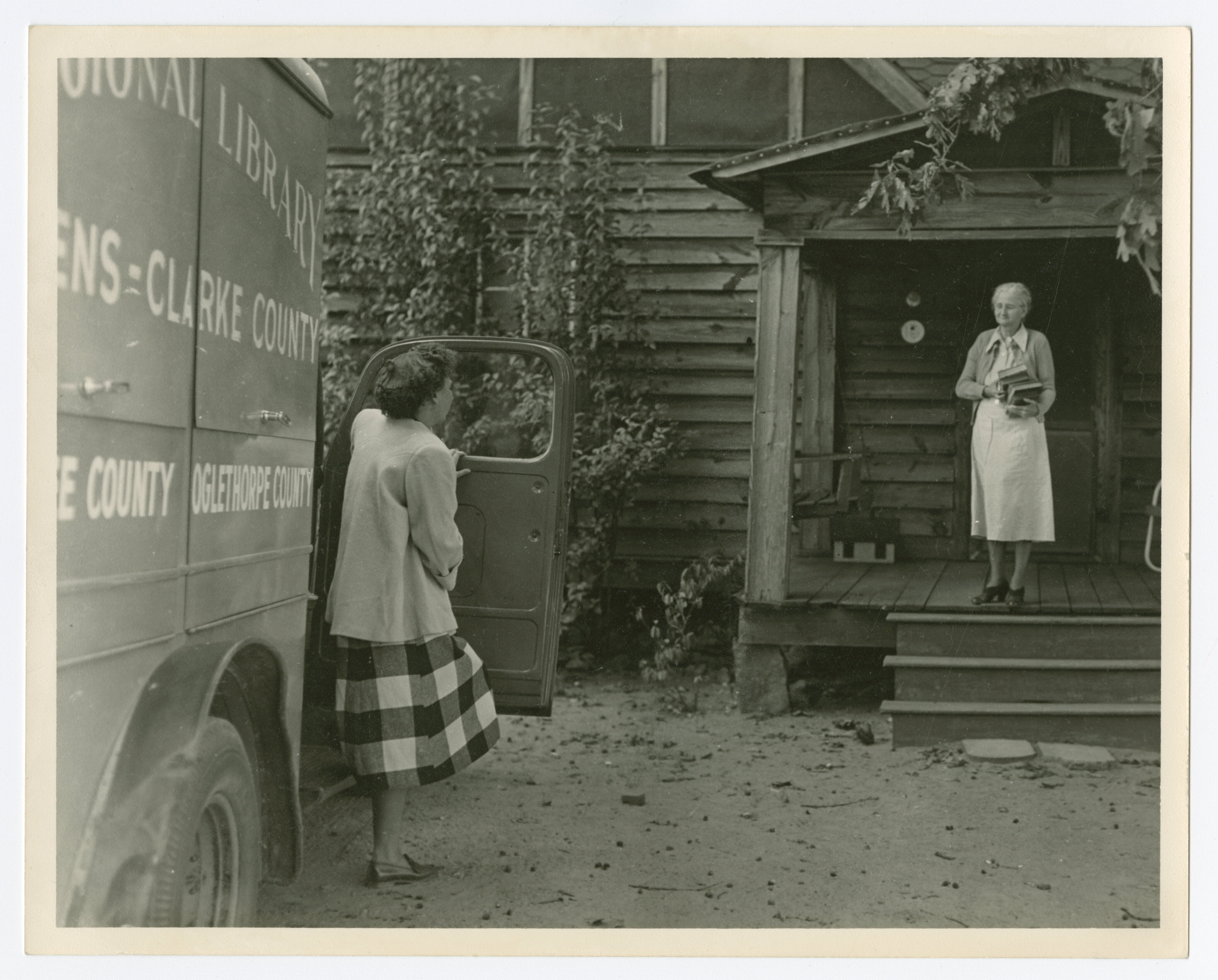
1948년 9월 조지아주 아테네에서 아테네 지역 도서관 이동 도서관을 만나러 나오는 병든 남편이 있는 주부 애스벨 부인의 사진.

1904년 여성 클럽 운동은 50개 주 중 30개 주에서 이동 도서관 유입에 대해 책임을 져야 한다는 기준을 가지고 있었다. 텍사스 여성 클럽 연맹(TFWC) 덕분에 TFWC의 이동 도서관에 대한 많은 옹호 끝에 텍사스에 공공 도서관을 개발하기 위한 새로운 법안이 가능해졌다. 이 새로운 법안은 텍사스에 순회 도서관 시스템을 구축하는 것을 포함한 도서관 개선 및 확장을 가져왔다. 여성 클럽들은 주 정부가 개입하여 이 순회 도서관을 위한 위원회를 만들기를 원했다. 그들은 위원회가 이동 도서관 관리자들의 "도서관 정신"을 고취하기를 바랐다. 불행히도 텍사스 도서관 협회(TLA)는 주 도서관에 이미 제공되는 서비스 유형을 이동 도서관에 제공할 수 없었다.
미국의 초기 이동 도서관 서비스 중 하나는 나무 상자에 책을 실은 노새가 끄는 마차였다. 이 마차는 1904년에 체스터군 (사우스캐롤라이나주) 인민 자유 도서관에서 만들었으며 그곳의 시골 지역에 서비스를 제공했다.
또 다른 초기 이동 도서관 서비스는 메리 르미스트 팃콤(1857–1932)이 개발했다. 워싱턴군 (메릴랜드주)의 사서였던 팃콤은 도서관이 도달할 수 있는 모든 사람들에게 도달하지 못하는 것에 대해 걱정했다. 더 많은 도서관 이용자에게 도달하기 위한 방법으로, 1902년 연례 보고서에는 23개의 기탁소 목록이 있으며, 각 기탁소는 카운티 전역의 상점이나 우체국에 놓인 케이스에 50권의 책이 모여 있다. 인기는 있었지만, 팃콤은 이것으로도 가장 시골에 사는 주민들에게 도달하지 못한다는 것을 깨달았고, 그래서 그녀는 1905년에 "책 마차" 아이디어를 굳혔고, 도서관 자료를 카운티의 외딴 지역에 사는 사람들의 집으로 직접 가져갔다. 2,500달러의 카네기 기증을 확보한 후, 팃콤은 검은색 콩코드 마차를 구매하고 도서관 관리인을 고용하여 운전하게 했다. 책 마차는 인기를 얻었으며, 처음 6개월 동안 1,008권의 책이 배포되었다.
미국에서 전동 수송이 증가함에 따라, 1920년 선구적인 사서인 사라 버드 애스큐는 뉴저지의 시골 지역에 도서관 책을 제공하기 위해 그녀의 특별히 갖춰진 모델 T를 운전하기 시작했다. 그러나 자동차는 여전히 드물었고, 미니애폴리스의 헤네핀군 공공 도서관은 1922년부터 마차가 끄는 책 마차를 운영했다.
대공황 이후 WPA 노력(1935~1943)인 짐말 도서관 프로젝트는 켄터키와 인근 애팔래치아의 외딴 협곡과 산비탈을 포함했으며, 혼자 도서관에 갈 수 없는 사람들에게 책과 유사한 물품을 걸어서 또는 말 등에 싣고 갔다. 때로는 이러한 "짐말 사서"가 자료 배포를 돕기 위해 중앙 집중식 연락처에 의존하기도 했다.
페어팩스군에서는 1940년에 공공사업진흥국(WPA)에서 빌린 트럭을 사용하여 카운티 전역의 이동 도서관 서비스가 시작되었다. WPA의 이동 도서관 지원은 1942년에 끝났지만 서비스는 계속되었다.
"액션 라이브러리"는 1960년대 후반 브롱스에서 인종 차별 없는 직원이 운영하는 이동 도서관 프로그램으로, 서비스가 부족한 동네의 유색인 청소년들에게 책을 가져다 주었다.
이동 도서관은 20세기 중반에 인기의 절정에 달했다.
영국에서는 이동 도서관 또는 "순회 도서관"이라고 불리는 이동 도서관이 일반적으로 시골 및 외딴 지역에서 사용되었다. 그러나 제2차 세계 대전 중 한 순회 도서관은 런던 시에서 인기를 얻었다. 공습과 통제로 인해 전쟁 전처럼 세인트 판크라스 도시 자치구의 물리적 도서관을 방문하는 이용자가 많지 않았다. 시민의 요구를 충족하기 위해 자치구는 헤이스팅스에서 순회 도서관 밴을 빌려 1941년에 "전시 바퀴 달린 도서관"을 만들었다. (세인트 판크라스 자치구는 1965년에 폐지되고 런던 캠든 자치구의 일부가 되었다.)
세인트 판크라스 순회 도서관은 포드 엔진으로 구동되는 6륜 섀시에 장착된 밴으로 구성되었다. 순회 도서관은 밴 길이를 따라 늘어선 개가식 서가에 2,000권 이상의 책을 실을 수 있었다. 책은 듀이 순서대로 배열되어 있었고, 한 번에 최대 20명의 이용자가 밴 안에서 자료를 둘러보고 대출할 수 있었다. 밴 후미에 직원 공간이 있었고, 밴은 지붕에 창문이 있어 조명되어 있었으며, 각 창문에는 독일 폭격의 경우에 대비한 차광 커튼이 달려 있었다. 밴은 인근 가로등 기둥이나 민방위 초소에서 전기 전류를 공급받을 수 있는 전기 지붕 램프가 장착되어 있어 밤에도 사용할 수 있었다. 순회 도서관은 소설 및 비소설 작품을 선택하여 보유하고 있었으며, 아이들을 위한 동화 및 비소설 책이 있는 어린이 섹션도 있었다.
자치구 시장은 "책 없는 사람은 창문 없는 집과 같다"고 연설하며 밴에 이름을 붙였다. 독일군의 심한 야간 폭격 후에도 독자들은 가장 심하게 폭격된 지역에 있는 세인트 판크라스 순회 도서관을 방문했다.

### 21세기
이동 도서관은 21세기에도 여전히 도서관, 학교, 활동가 및 기타 단체에서 운영하고 있다. 일부는 높은 비용, 첨단 기술, 비실용성, 비효율성 등을 이유로 이동 도서관이 구식 서비스라고 생각하지만, 다른 사람들은 이동 도서관이 더 많은 지점 도서관을 짓는 것보다 비용 효율적이며 이용자들 사이에서 사용률이 높다는 점을 계속 유지해야 할 근거로 삼는다. 이용자들에게 봉사 활동 서비스를 제공하는 "더 친환경적인" 이동 도서관에 대한 증가하는 수요를 충족하기 위해 일부 이동 도서관 제조업체는 전통적인 발전기 대신 태양열/배터리 솔루션, 완전 전기 및 하이브리드 전기 섀시 등 탄소 발자국을 줄이기 위한 상당한 발전을 도입했다. 이동 도서관은 또한 m 라이브러리 형태의 업데이트된 형태를 취했으며, 이는 모바일 라이브러리로도 알려져 있으며, 이용자들은 전자적으로 콘텐츠를 전달받는다.
인터넷 아카이브는 저작권이 만료된 책을 주문형으로 인쇄하기 위해 자체 이동 도서관을 운영한다. 이 프로젝트는 개발도상국의 다른 곳에서도 유사한 노력을 촉발했다.
더 프리 블랙 워먼즈 라이브러리는 브루클린에 있는 이동 도서관이다. 2015년에 올라 론케 아킨모가 설립한 이 이동 도서관은 흑인 여성이 쓴 책들을 특징으로 한다. 책들은 다른 흑인 여성 작가가 쓴 책들과 교환하여 이용할 수 있다.

## 국립 이동 도서관의 날
미국에서는 미국 도서관 협회가 매년 4월 국립 도서관 주간의 수요일에 국립 이동 도서관의 날을 후원한다. 그들은 전국의 이동 도서관과 지역 사회에 이 서비스를 제공하는 헌신적인 사서 전문가들을 기념한다.
2021년 2월, 미국 도서관 협회(ALA), 이동 도서관 및 봉사 서비스 협회(ABOS), 농촌 및 소규모 도서관 협회(ARSL)는 봉사 활동 도서관 전문가들이 지역 사회 내에서 하는 모든 것을 인정하여 국립 이동 도서관의 날을 재브랜드화하는 데 동의했다. 대신 전국 도서관은 2021년 4월 7일에 국립 도서관 봉사 활동의 날을 기념한다. 이전에는 국립 이동 도서관의 날로 알려졌던 이 날, 지역 사회는 도움이 필요한 사람들에게 도서관 서비스를 제공하는 데 있어 사서 전문가와 도서관이 지속적으로 수행하는 귀중한 역할을 기념한다.

## 국가

### 아프리카
- 케냐에서는 케냐 국립 도서관 서비스와 북 에이드 인터내셔널의 자금 지원을 받는 낙타 이동 도서관 서비스가 소말리아 국경 근처의 가리사와 와지르에서 운영된다. 이 서비스는 1996년 10월에 낙타 세 마리로 시작하여 2006년에는 12마리로 늘어 7,000권 이상의 책[38]을 영어, 소말리어, 스와힐리어로 배달하고 있다.[13][39] 마샤 해밀턴은 2007년 소설 낙타 이동 도서관의 배경으로 이 서비스를 사용했다.[40]
- 2002년 짐바브웨에서는 "전기 및 전자 통신 센터: 라디오, 전화, 팩스, 이메일, 인터넷"으로 "당나귀가 끄는 전자 통신 도서관 수레"가 사용되고 있었다.[41]
- 나이지리아에서는 전직 교사인 Funmi Ilori가 2013년에 나이지리아 연방 정부로부터 보조금을 받아 iRead Mobile Library를 설립했다. "바퀴 달린 책" 이니셔티브는 시간이 지남에 따라 긍정적인 독서 습관을 형성하고 성장 및 발달을 개선하는 어린이들의 지속 가능한 독서 문화를 장려하기 위해 구현되었다.[42][43] 4대의 iRead Mobile Library 버스와 그 팀은 13,000권 이상의 책을 제공하고 주당 44회 학교와 지역 사회 센터에 방문하여 약 3,000명의 어린이에게 서비스를 제공하며, 라오스주 외곽의 농촌 지역에는 매달 한 번 방문한다.[43][44]

### 아시아

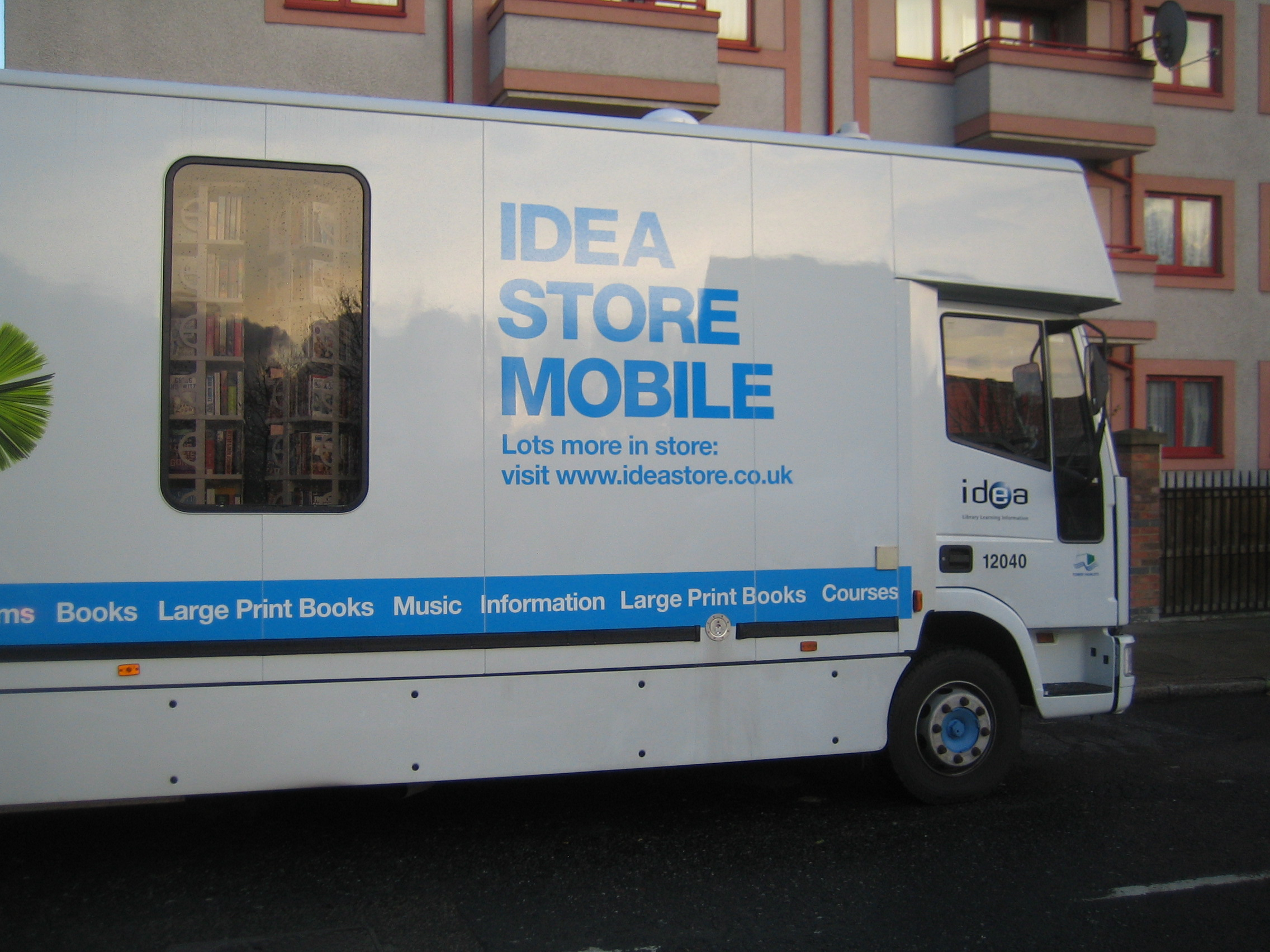
모바일 아이디어 스토어, 런던, 2008

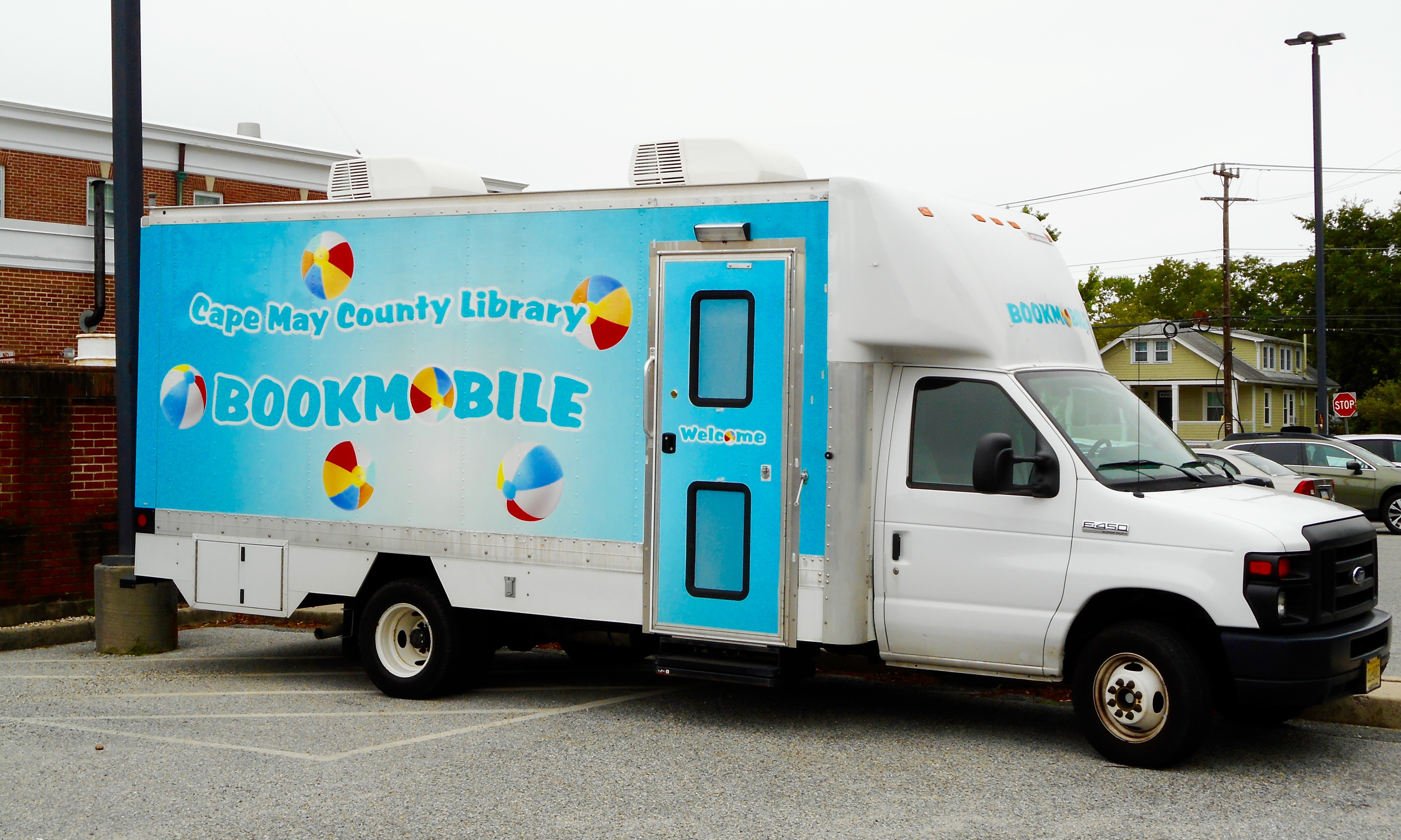
케이프 메이 법원의 케이프 메이 카운티 도서관 이동 도서관

- 방글라데시에서는 비슈워 샤히토 켄드로가 이동 도서관 개념을 개척했다. 이동 도서관은 1999년에 방글라데시에 도입되었다. 당시 서비스는 다카, 치타공, 쿨나 및 라지샤히에만 국한되었다. 현재 서비스는 전국 58개 지구에서 이용할 수 있다. 이 도서관의 등록 사용자는 약 33만 명이다. 이 이동 도서관들은 함께 전국 1900개 지역에서 1900개의 소규모 도서관 서비스를 제공한다.
- 브루나이에서는 이동 도서관을 페르푸스타카안 베르게락으로 알려져 있다. 이들은 국가의 공공 도서관을 관리하는 정부 기관인 언어 및 문학국에서 운영한다. 이 서비스는 1970년에 도입되었다.[45]
- 인도네시아에서는 2015년 Ridwan Sururi와 그의 말 "루나"가 Kudapustaka (인도네시아어로 "말 도서관"이라는 뜻)라는 이동 도서관을 시작했다. 목표는 97만 7천 명 이상의 문맹 성인이 있는 지역의 마을 사람들에게 책 접근성을 개선하는 것이다. 듀오는 루나의 등에 책을 싣고 중앙자와주의 마을을 오간다. Sururi는 또한 일주일에 세 번 학교를 방문한다.[46]
- 2002년 태국에서는 이동 도서관이 여러 독특한 형태를 취하고 있었다.[47]
- 코끼리 도서관은 태국 북부 언덕의 외딴 마을 46곳에 책과 정보 기술 장비 및 서비스를 가져다 주었다.[13] 이 프로젝트는 2002년 유네스코 국제 문맹 퇴치 상을 수상했다.
- 수상 도서관에는 두 척의 책 배가 있었는데, 그중 하나에는 컴퓨터가 갖춰져 있었다.
- 세 칸짜리 "노숙 아동 도서관 기차"(철도 경찰 시설 근처의 측선에 주차됨)는 "노숙 아동을 범죄와 착취로부터 막고 더 건설적인 활동으로 유도하기 위한 철도 경찰과의 공동 프로젝트"였다. 이 기차는 방콕의 "빈민가 공동체"에서 복제되고 있었는데, 그곳에서도 도서관 칸, 교실 칸, 컴퓨터 및 음악 칸을 포함할 예정이었다.
- 북 하우스는 컨테이너를 책이 있는 도서관으로 개조한 것이었다. 원래 10개의 북 하우스가 너무 인기가 많아 20개의 추가 유닛이 이미 계획되고 있었다.
- 인도에서는 배 도서관 서비스가 안드라 프라데시 도서관 협회(비자야와다, 안드라 프라데시 주)의 후원으로 운영되었다. 파투리 나가부샤남은 1935년 10월 안드라 프라데시 도서관 운동의 확장 활동으로 농촌 주민들에게 책과 도서관에 대한 관심을 심어주기 위해 배 도서관을 시작했다. 그는 약 7년간 이 서비스를 운영하여 당시 주요 여행 및 교통 시설이었던 배로 여행하는 마을 사람들에게 혜택을 주었다. 이 도서관들은 텔루구어 문학 잡지와 책들을 이용할 수 있게 했다.,[48][49]
- 2017년 시리아 북부에서는 시리아 NGO Dari Sustainable Development 팀이 운영하는 Mobile Library가 전쟁으로 피폐해진 지역의 어린이들에게 독서를 통한 교육을 장려하고 현실 도피를 제공하기 위해 이 프로젝트를 만들었다.[50] Mobile Library에는 약 2,000권의 책이 있으며, 7명으로 구성된 전담 팀과 함께 매년 수천 명의 어린이에게 도달한다. Dari 프로젝트 팀원인 Shihadeh는 “Mobile Library는 또한 이러한 어린이들에게 독서를 장려하고 자신감을 심어줌으로써 사회와 취약한 사람들에게 힘을 실어주는 것을 목표로 한다.”고 말한다.[50][51]
- 앙카라, 터키에서는 위생 노동자들이 쓰레기통에 버려진 책들을 수거하여 공공 도서관을 만들었다.[52][53] 도서관은 버려진 지하 공장에 위치하며 6,000권 이상의 책을 소장하고 있다. 이 도서관은 재활용 쓰레기 트럭을 개조한 이동 도서관을 제공하여 소외된 학교에 책을 제공하고 도서 기증 수거 차량 역할도 한다.[54][55]

### 오스트레일리아
- 빅토리아 (오스트레일리아)주에서 첫 이동 도서관은 1954년에 시티 오브 하이델베르크, 멜버른에 있는 하이델베르크 도서관(현 야라 플렌티 지역 도서관)에서 운영되었다.[56]

### 유럽

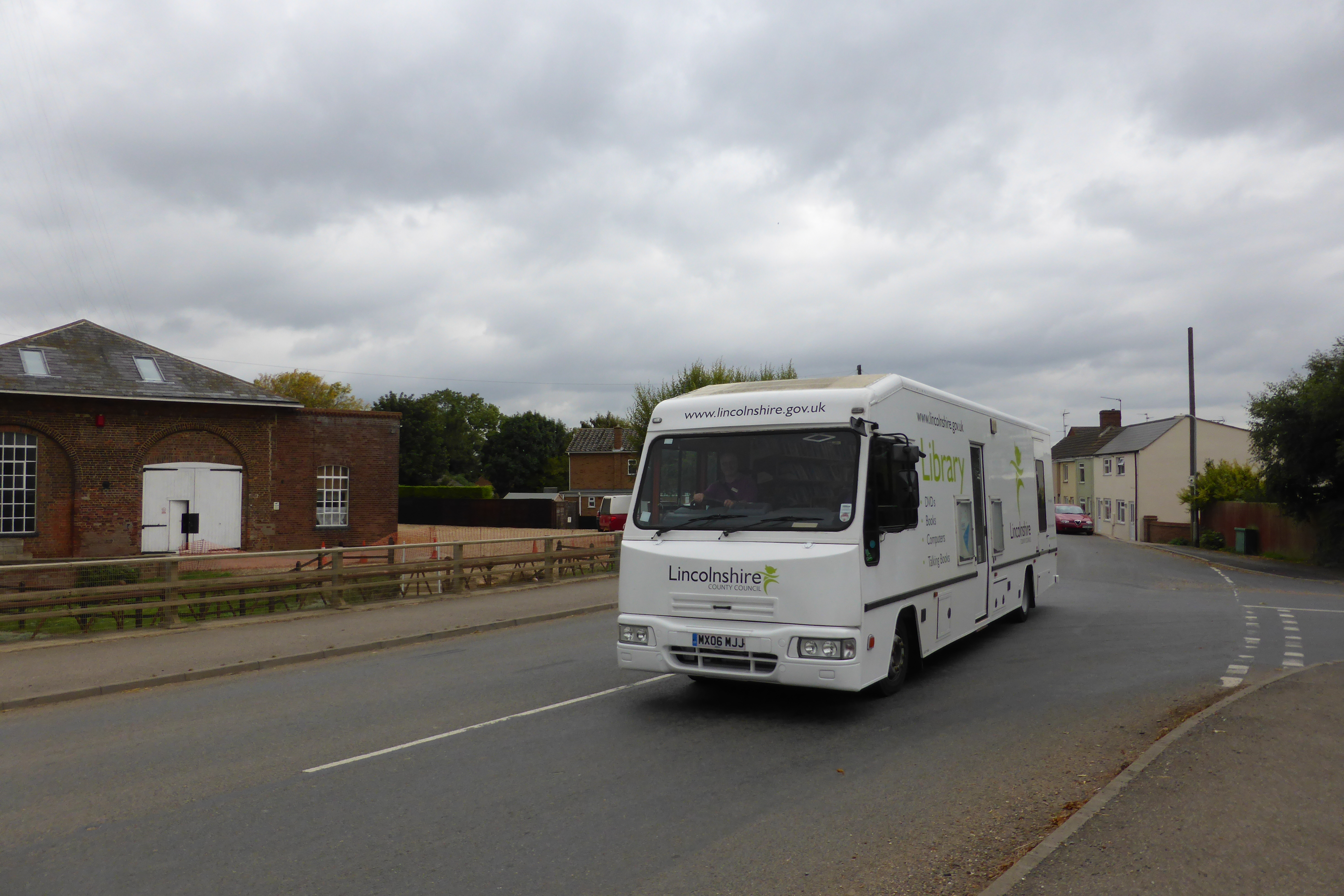
링컨셔주 의회 이동 도서관이 이 영국 카운티의 작은 마을들을 순회한다

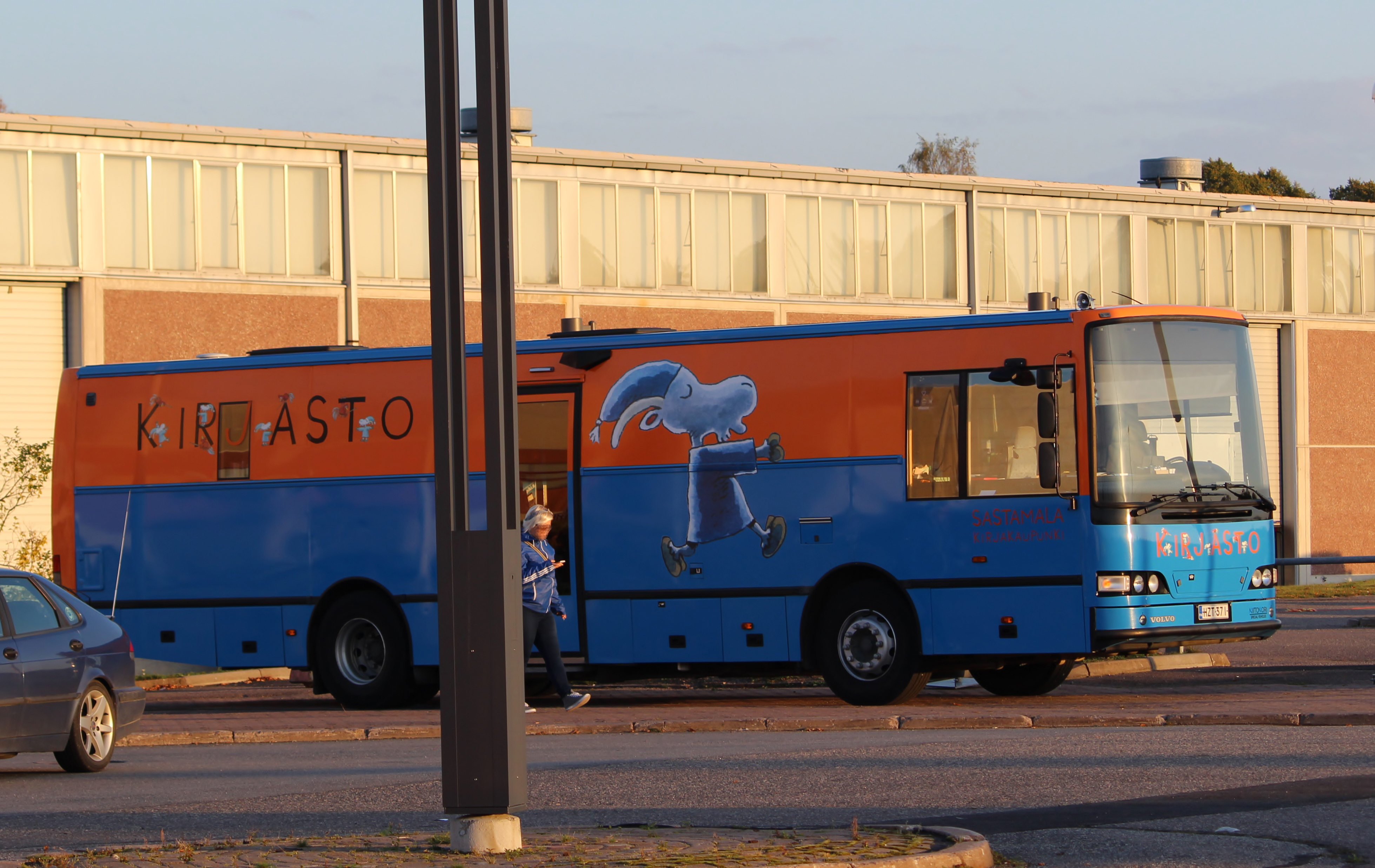
2014년 투르쿠, 핀란드 도서 박람회에서 사스타말라 마을의 이동 도서관

- 2002년 스코틀랜드 글래스고에서 약 50대의 이동 도서관이 모이는 MobileMeet(매년 IFLA가 개최)에는 "스웨덴, 네덜란드, 아일랜드, 영국, 물론 스코틀랜드에서 온 이동 도서관들이 있었다. 에든버러에서는 큰 밴이, 하이랜드에서는 작은 밴이 있었다. 많은 밴들은 이전 회의에서 받은 상들을 자랑스럽게 싣고 있었다."[47]
- 1953년 이후 마드리드 공동체의 도서관은 대출 가능한 책, DVD, CD 및 기타 도서관 자료가 있는 bibliobus 프로그램을 운영하고 있다.[58][59]
- 배 에포스에 탑승한 수상 도서관은 1959년에 시작되었으며 베스틀란데트 연안의 많은 작은 공동체에 서비스를 제공한다.
- 에스토니아에서는 2008년부터 "카타리나 지" 이동 도서관이 운영되어 탈린 교외 지역 주민들에게 서비스를 제공하고 있다.
- 핀란드에서는 첫 이동 도서관이 1913년 반타에 설립되었다.[60] 현재 핀란드에는 약 200대의 이동 도서관이 전국적으로 운영되고 있다.
- 이탈리아에서는 42년 경력의 은퇴 교사인 안토니오 라 카바가 세계에서 가장 작은 이동 도서관 중 하나를 운전한다. 비블리오모토카로는 개조된 삼륜차 밴과 어린이들이 책과 문자의 힘을 발견하도록 돕고 싶은 라 카바의 바람으로 만들어졌다.[61][62] 라 카바는 700권 이상의 책이 있는 그의 미니 도서관과 함께 20년 이상 외딴 지역의 언덕과 산을 여행하며 문맹 퇴치를 장려하고 글쓰기를 촉진하며 가장 필요한 어린이들에게 책을 전달했다.[62][63]
- 암스테르담, 네덜란드에서는 도서관에 접근할 수 없는 어린이들에게 책과 독서 참여를 제공하기 위해 2010년에 BeibBus라는 이동 도서관이 만들어졌다. 도시 외곽의 Zaan 지역은 매우 좁은 거리와 제한된 주차 공간이 있는 많은 작은 마을로 구성되어 있다.[64] BeibBus는 이 문제를 해결하기 위해 Jord den Hollander에 의해 더 슬림한 디자인과 확장 기능으로 설계되었다. 비버스(Biebus)는 7,000권 이상의 책을 갖추고 20개의 초등학교를 여행하며 30-45명의 어린이를 수용할 수 있는 트럭-컨테이너이다. 독특한 트레일러 시스템은 투명한 천장이 있는 책장과 우주선 디자인의 두 번째 공간을 포함하는 보다 전통적인 도서관 공간을 제공하여 매력적인 독서실 경험을 제공한다.[65]

### 북아메리카
- 스트리트 북스는 2011년 포틀랜드 (오리건주)에서 설립된 비영리 도서 서비스로, 자전거 동력 수레를 이용하여 "야외에 사는 사람들에게" 책을 빌려준다.[66]
- Books on Bikes[67]는 2013년 시애틀 공공 도서관에서 시작된 프로그램으로, 페달 동력으로 끄는 맞춤형 자전거 트레일러를 사용하여 시애틀의 지역 행사에서 도서관 서비스를 제공한다.[68]
- 도서관 크루저는 2015년 9월 플로리다에서 데뷔한 볼루시아군 도서관의 "책 자전거"이다. 도서관 직원은 다양한 장소로 이동하여 대출용 책을 제공하고, Wi-Fi 서비스, 전자책 접근 지원, 도서관 카드 발급에 대한 정보를 제공한다.[69]
- 북레거스 라이브러리는 2012년 마이애미, 플로리다에서 설립된 비영리 이동 도서관 프로그램으로, 무료 책에 대한 접근성을 확대한다.[70] 설립 이사 내서니얼 샌들러와 그의 도서관 팀은 도시에 책을 보급하고 문맹 퇴치를 장려하는 임무를 가지고 있다. 부틀레거가 이 목표를 달성하는 한 가지 방법은 샌들러가 "책 이동성"이라고 부르는 것이다.[70] 2024년, 도서관 팀은 도시 어디든 책을 운반하는 데 사용할 수 있는 책 트레일러를 만들었다.[71] 또한 부틀레거는 2021년에 독특한 서가 시스템, 스피커 및 Wi-Fi 기능을 갖춘 멀티미디어 북바이크를 처음 출시하여 무료 책에 대한 더 많은 접근성을 제공했다.[72]
- 퀸스 이동 도서관은 홈리스를 위한 주택과 같은 사회 복지 기관과 제휴하여 자치구 내 서비스가 부족한 거주자들에게 봉사 활동 및 지원을 제공한다. 버스 크기의 이동 도서관은 이민 가족과 노숙자에게 2,000권의 책, 무료 Wi-Fi, 비디오 및 필요한 경우 대체 언어 자료를 제공한다.[73] 퀸스 이동 도서관은 노인 요양원, 공원, 교회, 자원 센터 및 지역 행사 등 다양한 장소로 순회하며 자료를 제공한다.[74][75] 퀸스 도서관은 또한 2018년에 시작된 북사이클 프로그램으로, 접근성이 낮은 지역의 사람들에게 책과 도서관 자료를 제공한다.[76]

### 남아메리카
- 비블리오부로는 콜롬비아 교사 루이스 소리아노와 그의 당나귀 두 마리 알파와 베토가 시골 마을의 어린이들에게 일주일에 두 번 책을 가져다주는 이동 도서관이다. CNN은 소리아노를 2010년 올해의 영웅 중 한 명으로 선정했다.[4][77][13]
- 부에노스아이레스에서는 라울 레메소프가 1979년형 포드 팔콘을 군용 탱크처럼 보이는 이동 도서관으로 개조했다.[78] 이 책 탱크에는 회전 포탑, 작동하지 않는 총, 그리고 900권 이상의 책을 보관할 수 있는 내장 서가가 장착되어 있다.[79] 레메소프는 2015년 세계 책의 날에 이 순회 도서관을 만들어 아르헨티나의 도시 및 시골 지역에 무료 책과 함께 인쇄된 단어를 보급했다. 레메소프의 좌우명은 "문학을 통한 평화"이다. 그는 이 이동 탱크를 그의 "대량 교화 무기"라고 불렀다.[78][79]

## 갤러리

전 세계의 이동 도서관
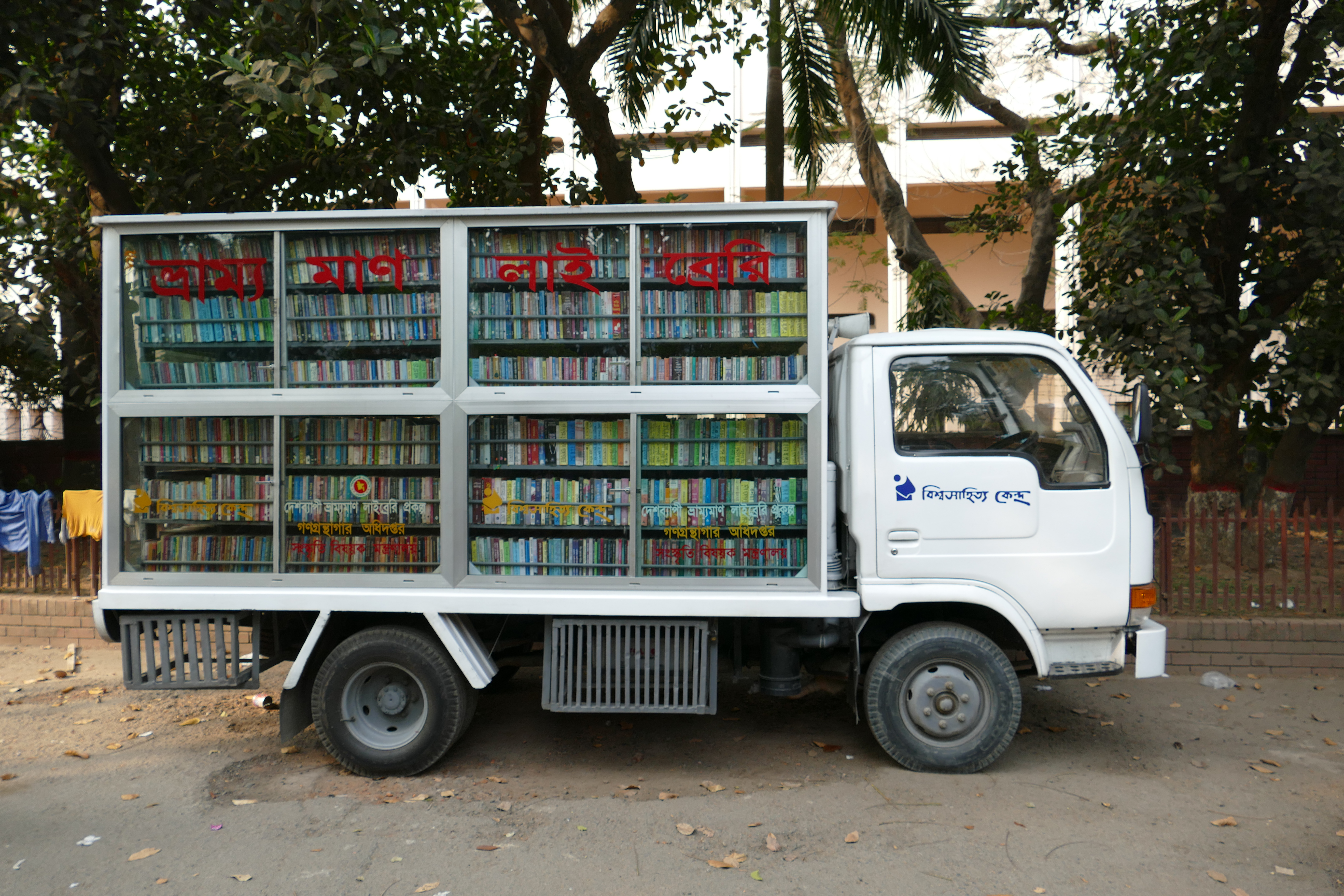
방글라데시 - 2020
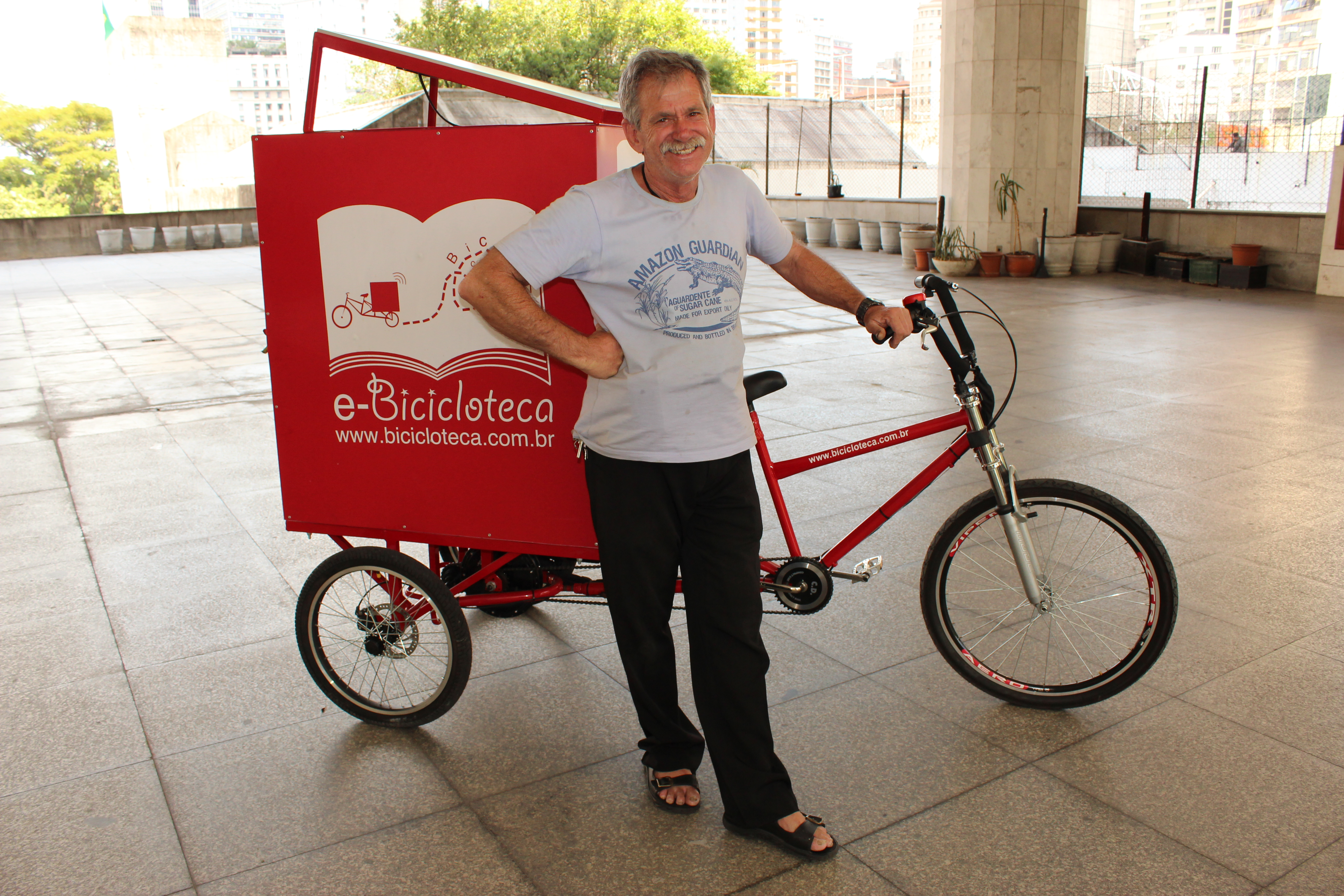
브라질 - 2011
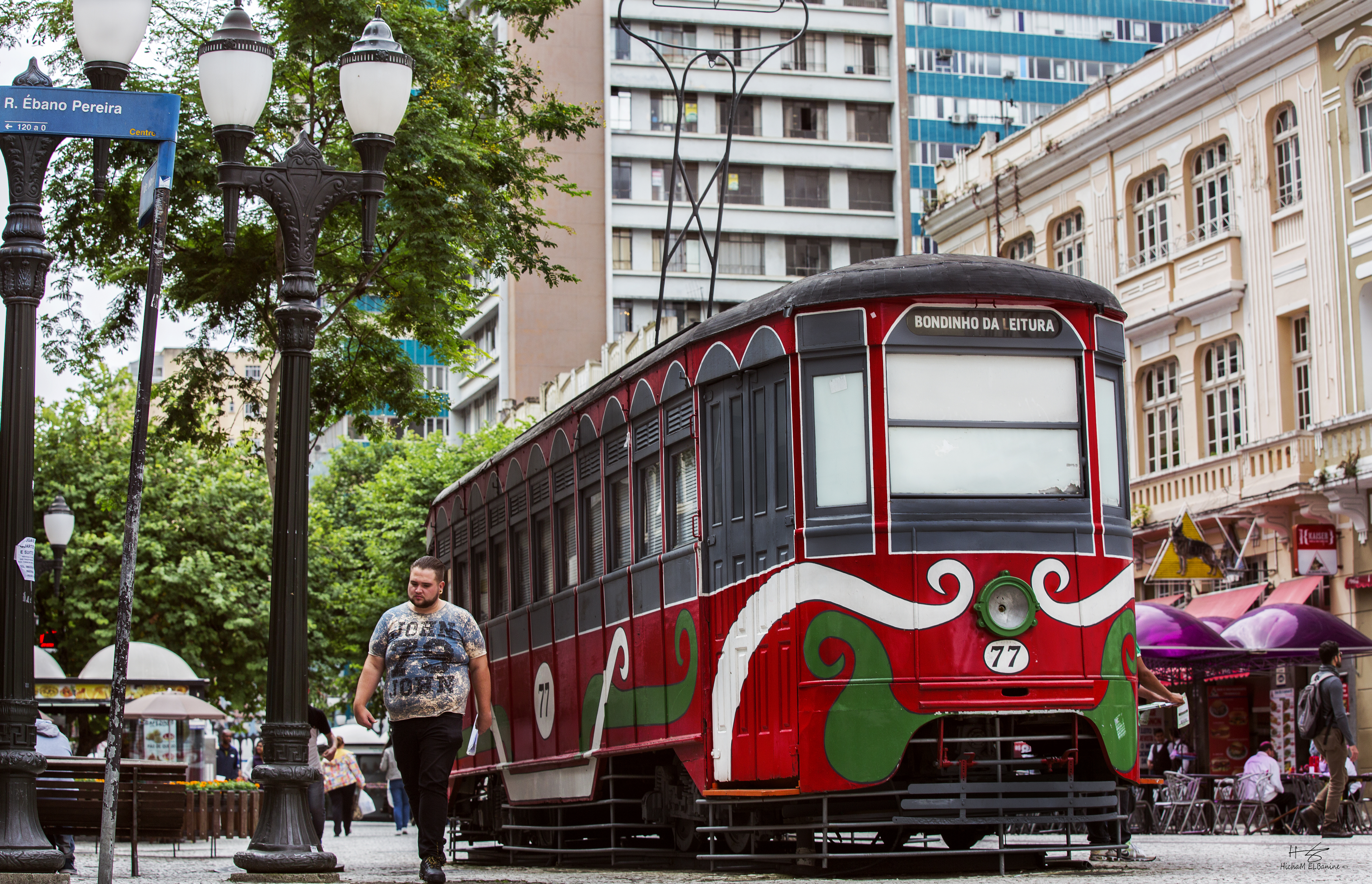
브라질 - 2017
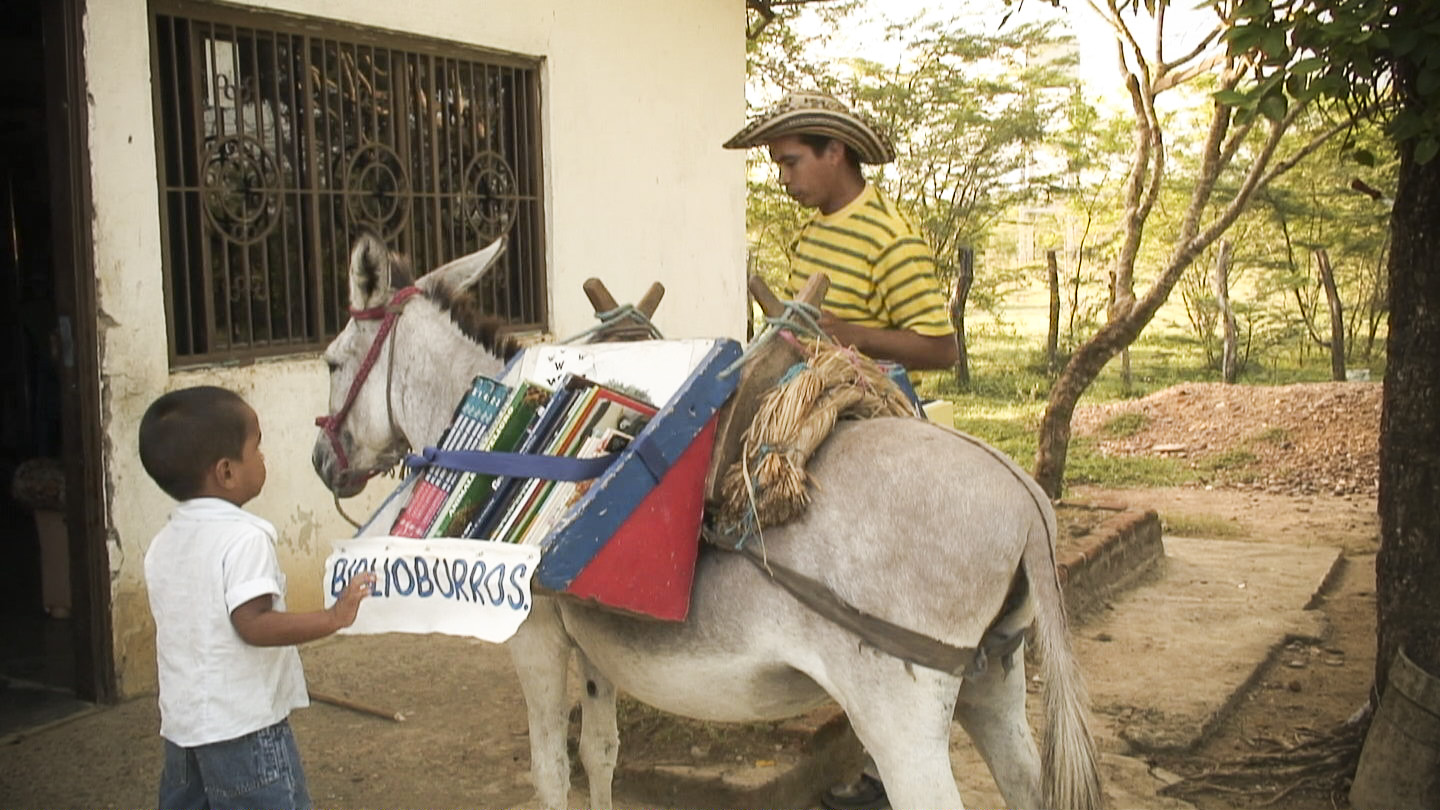
콜롬비아 - 2006 비블리오부로
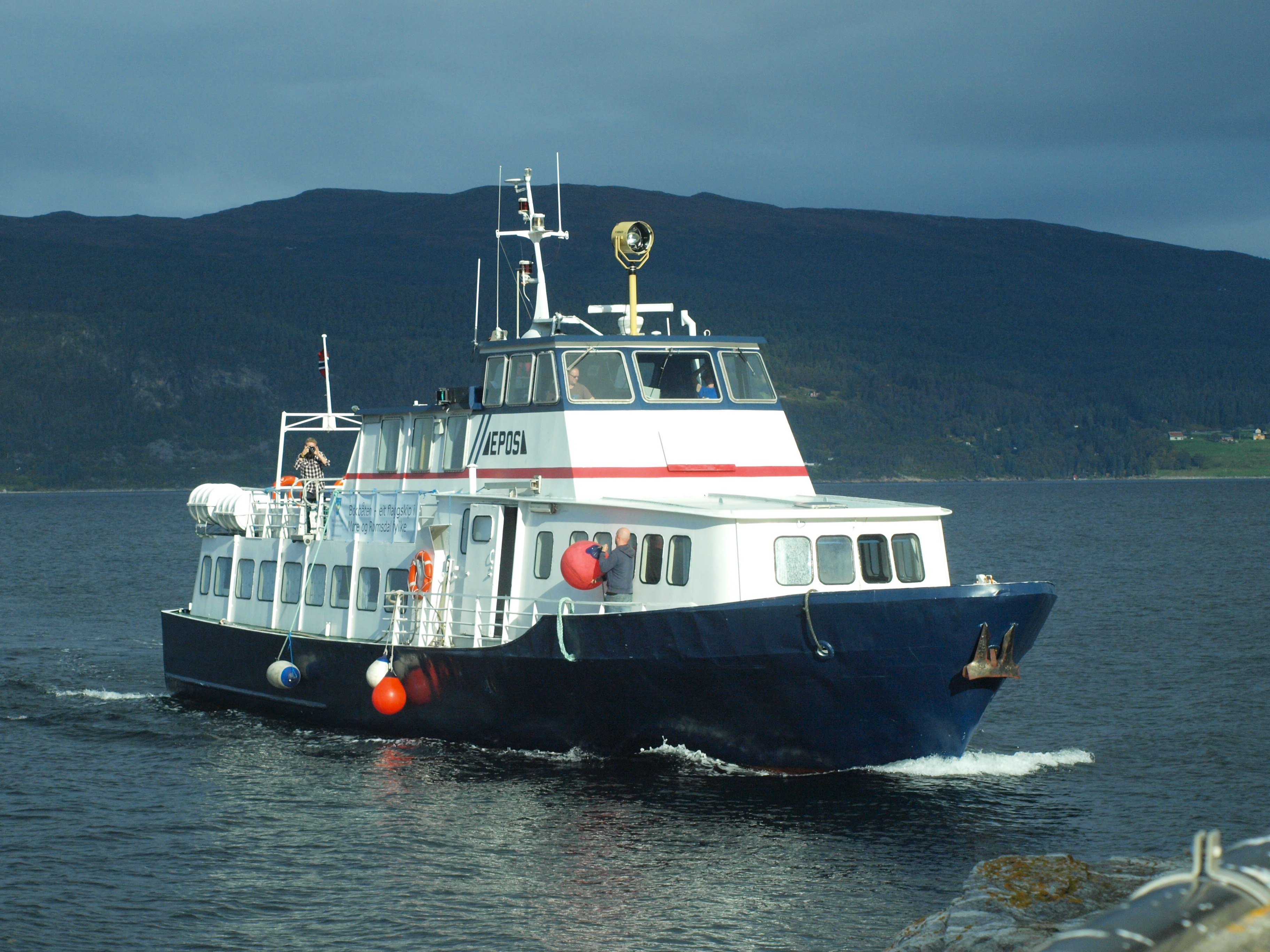
노르웨이 - 2011 에포스 (도서관선)
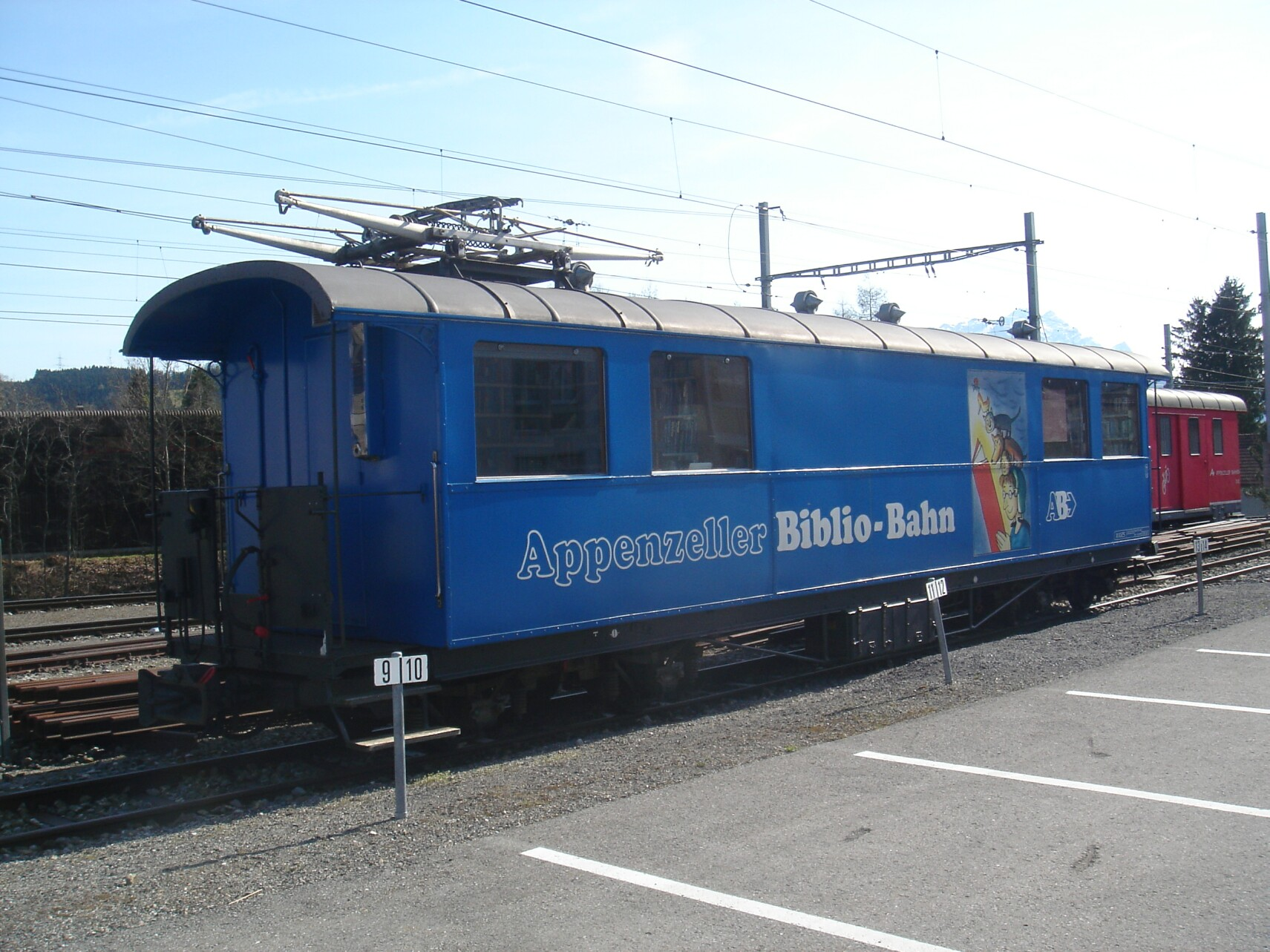
스위스 - 2007
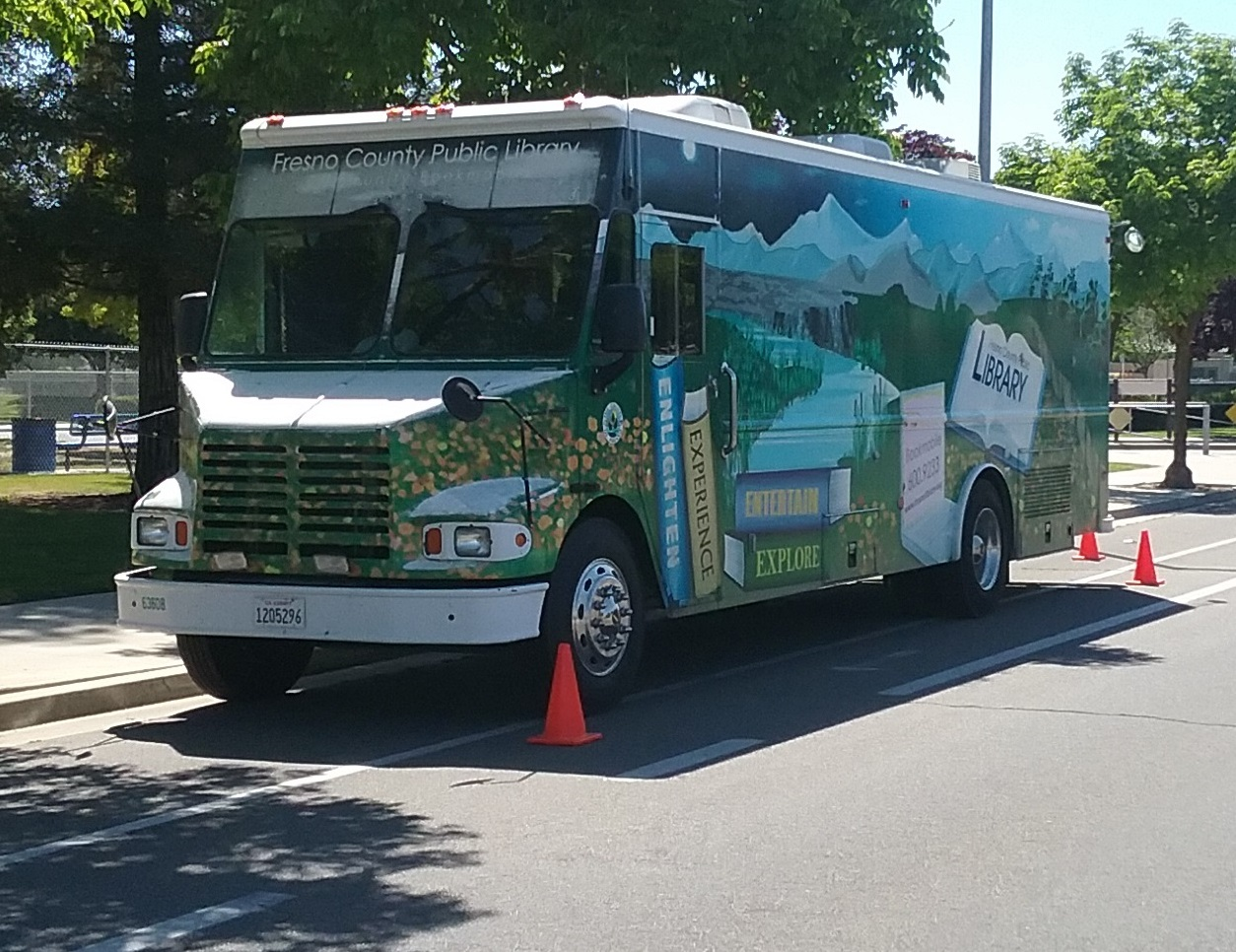
프레즈노군, 캘리포니아 (미국) - 2019
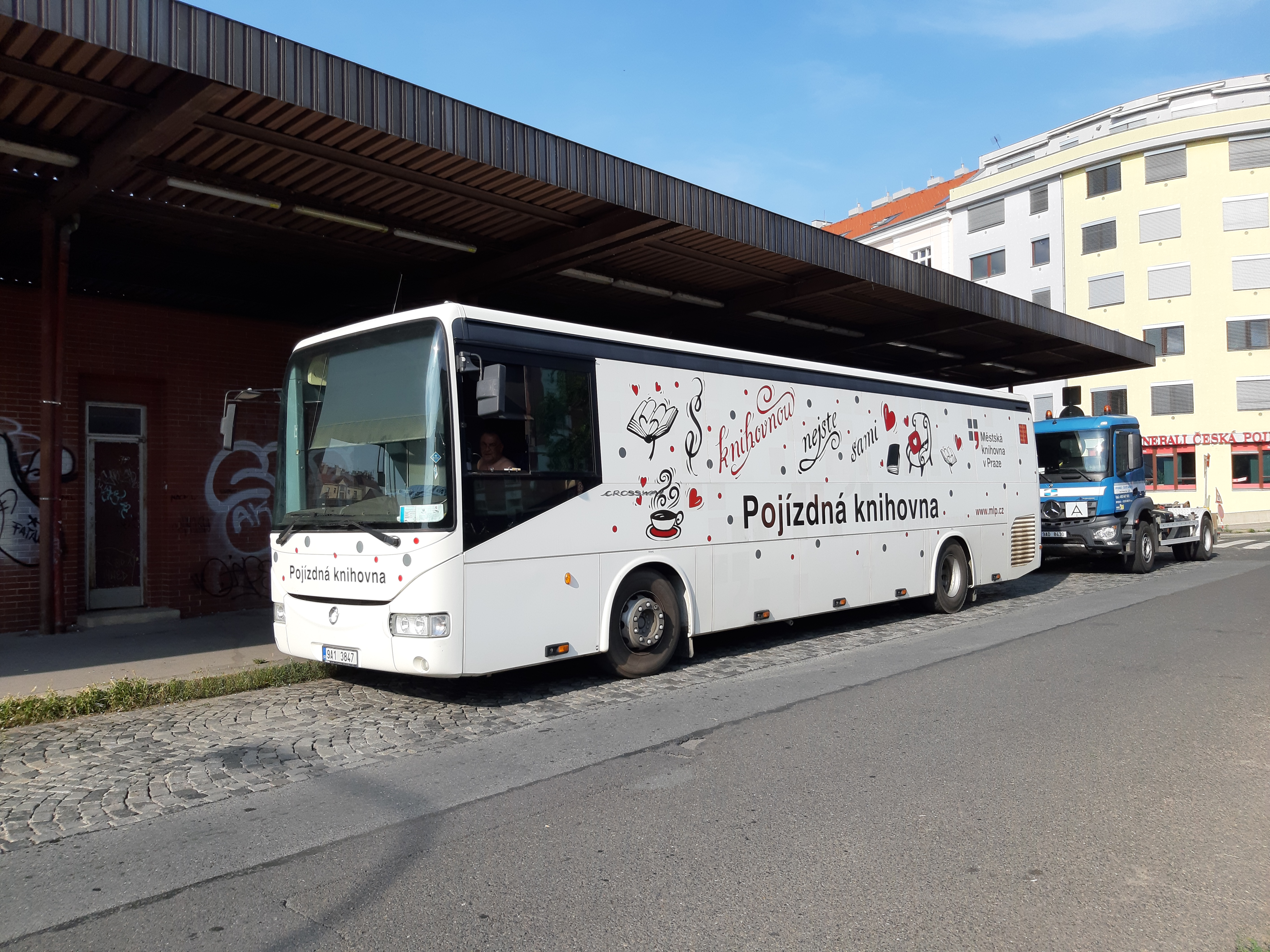
프라하, 체코 - 2023

## 같이 보기
- 전자 도서관
- 순회 도서관
- 배 도서관

## 추가 자료
- Finnell, Joshua (2009년 3월 7일). “The Bookmobile: Defining the Information Poor”. 《MSU Philosophy Club》. 미국 이동 도서관의 역사에 관한 글.
- King, Stephen (2011). “The Magic of the Bookmobile, Take Two”. 《Read All Day》. 2016년 3월 4일에 원본 문서에서 보존된 문서. 2015년 3월 19일에 확인함.
- Moore, Benita (1989). 《A Lancashire Year》. Preston: Carnegie Publishing. 1960년대 랜커셔 카운티 도서관 이동 도서관 서비스에서 근무한 경험을 바탕으로 함.
- Nix, Larry T. (편집.). “A Tribute to the Bookmobile”. 《Library History Buff》. USA.
- Ortwein, Orty (편집.). “Bookmobiles: a History”. 《Wordpress》.
- Stringer, Ian (2001). 《Britain's Mobile Libraries》. Appleby-in-Westmorland: Trans-Pennine Publishing in association with Branch & Mobile Libraries Group of the Library Association. ISBN 1-903016-15-0.
- Stringer, Ian (coordinated by) (2010). 《Mobile Library Guidelines》. Paris: 국제 도서관 연맹. ISBN 978-90-77897-45-4. ISSN 0168-1931.